# 天王学園幼稚園
天王学園幼稚園（てんのうがくえんようちえん）とは、大阪府茨木市大正町にある私立幼稚園。保育園とスイミングスクールに併設されており、温水プールを完備しているのが大きな特徴である。

## 沿革
- 1982年4月 - 開園。
- 1984年5月 - キリンの門とジャンボすべり台が完成。
- 1991年7月 - FRPユニット式屋外プールを設置。

## 年間行事
- 4月：入園式、始業式、家庭訪問、園外保育（年長）、誕生会
- 5月：保育参観、PTA総会、園外保育、避難訓練、内科検診
- 6月：つくって食べよう、歯みがき指導、保育参観、歯科検診、交通安全指導、プラネタリウム（年長）、耳鼻咽喉科検診
- 7月：屋外プール遊び、避難訓練、終業式、おとまり保育
- 8月：納涼大会、夏期保育
- 9月：始業式、運動会
- 10月：親子遠足、避難訓練、芋掘り遠足、プールまつり
- 11月：製作展、バザー、交通安全指導、七五三参り（年長）、年長ふれあいの広場（老人ホーム慰問）
- 12月：おもちつき大会、個人懇談、クリスマス会、避難訓練、終業式
- 1月：始業式、こままわし会、交通安全指導、豆まき
- 2月：避難訓練、雪遊び（年長）、生活発表会、年長児サッカー大会、小学校見学、PTA収益催し
- 3月：おわかれ遠足（年少・年中）、プールまつり、PTA総会、お別れ会、クラス茶話会、修了証書授与式、終了式